# Вулиця Собранецька
Вулиця Собранецька в Ужгороді починається від площі Жупанатської (історичний центр міста) і тягнеться до Державного кордону України із Словаччиною. Вулиця є магістральною. До неї примикає безліч площ і вулиць: пл. Жупанатська, вул. Тиха, вул. Крилова, вул. Ерделі, вул. Ломоносова, вул. Кошицька, вул. Я. Гуса, пл. Постолакі, вул. Керченська, вул. Шевченка, вул. Кавказька, провул. Єгерський, провул. Університетський, вул. Закарпатська, вул. Докучаєва, вул. Котловинна, вул. Іспанська, вул. Грибоєдова, вул. Верховинська, вул. Запорізька; перетинає вул. Митна.

## Історія і сучасність
Назва вулиці походить від напрямку, який веде до містечка Собранце (Словаччина). На початку ХІХ століття цю вулицю називали «Під садом», адже, фактично, над нею, на південно-західному схилі Кальварії вкривали виноградники та сади, в урочищі Малий Дайбоц. За радянської влади вулиця називалась Радянською.  
- вул. Собранецька, 14. За цією адресою колись жив найвідоміший лікар Закарпаття Андрій Новак. У 1874 році він заснував в Ужгороді лікарню, яку очолював до 1920 року. 16 травня 2016 р на його будинку встановили меморіальну дошку.
- вул. Собранецька, 32 — тут знаходився так званий королівський винний підвал, який у 1860-ті роки переобладнано під ресторан "Скала" із 5-ма залами. Довжина головного коридору становить тут 300 метрів. Сам ресторан знаходився на глибині 20 м, одночасно він міг прийняти до 400 відвідувачів, був чи не найбільшим рестораном на той час. Зараз, у зв'язку з аварійним станом приміщення, ресторан не працює. На вулиці є цілий ряд інших давніх винних підвалів.
- на розі вул. Собранецької і Тихої, навпроти ЗОШ № 4 на шляху до Кальварії є сквер, який колись був дуже затишним і популярним місцем, особливо серед міських дітей, адже тут розташований дуже цікавий об’єкт – металевий чи то кінь, чи то Пегас, який виконує функції дитячої гірки. Скульптура дуже оригінальна, приваблива, багатофункціональна і продумана. Її також можна назвати одним з найбільш вандалостійких пам’ятників міста. Витвором мистецтва можна назвати чавунні візерунки на огорожі, яка дуже гармонійно обрамляла сквер і доповнювала собою композицію. На жаль колись… У 2017 році у скверику оновили лавиці.
- на розі вул. Собранецької та Митної — сквер 0,06 га
- на розі вул. Собранецької та Я. Гуса  — сквер 0,08 га
- вул. Собранецька, 60 — Рокарій ЗАТ «Закарпатліс» (територія ЗАТ «Закарпатліс») — парк-пам'ятка садово-паркового мистецтва місцевого значення в Україні. Площа 0,51 га. Рокарій засновано у 2002 році з метою збереження рокарію (кам'янистого саду) з цінними декоративними рослинами.
- вул. Собранецька, 89 – ТЦ Дастор
- вул. Собранецька, 96, Обласна санепідемстанція. Кипарис болотний — ботанічна пам'ятка природи місцевого значення в України, займає площу 0,02 га.
- вул. Собранецька, 145 — наприкінці вулиці у 1928 році відкрили Ужгородський аеропорт, що поклало початок поступовій забудові вулиці.
- вул. Собранецька; Аеропорт — Свято-Миколаївський храм.
- вул. Собранецька, 150 – готель Апартель

## Цікаві факти
Вулиця Собранецька є найдовшою вулицею Ужгорода.

## Галерея

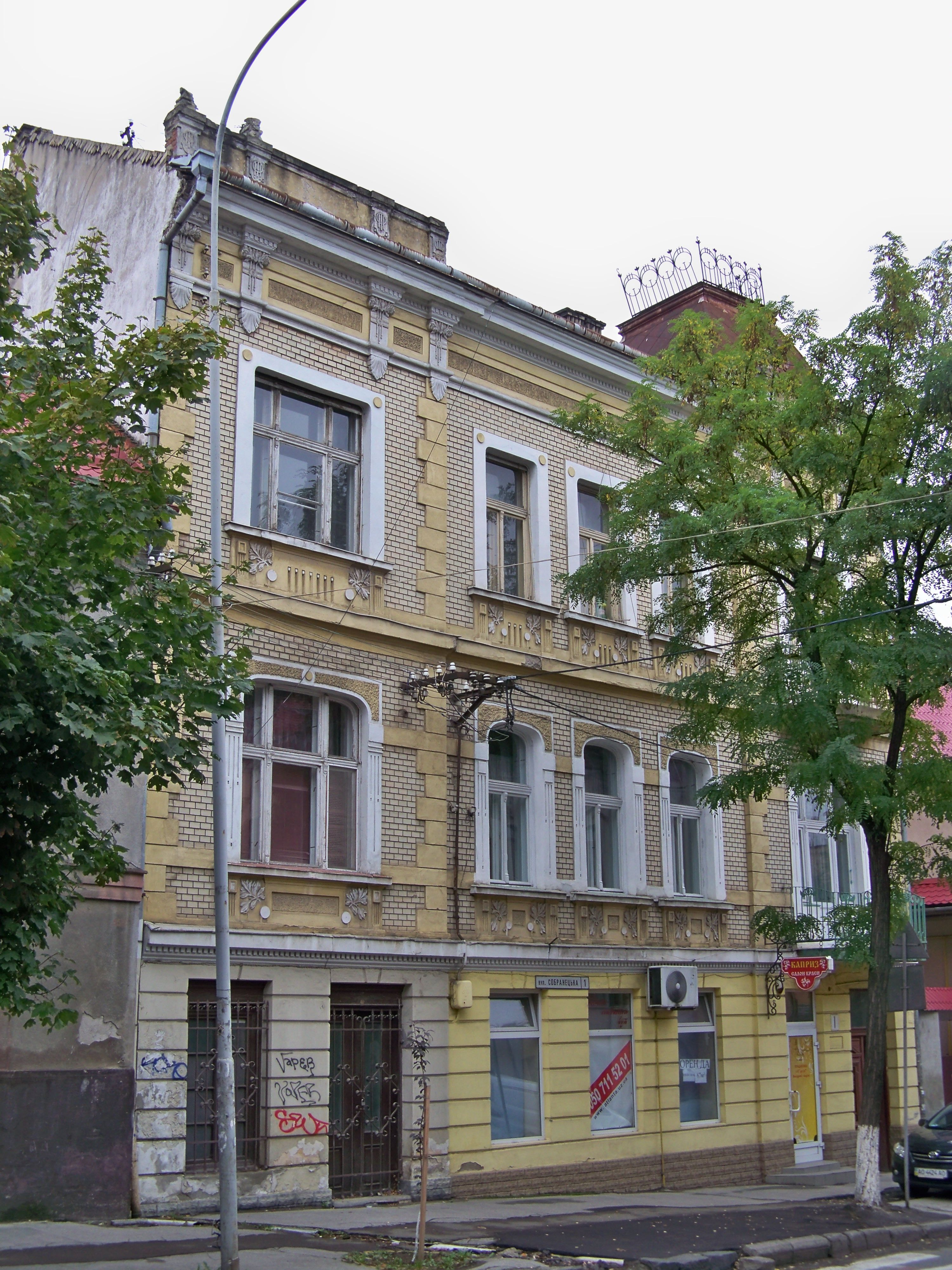
Вул. Собранецька, 1
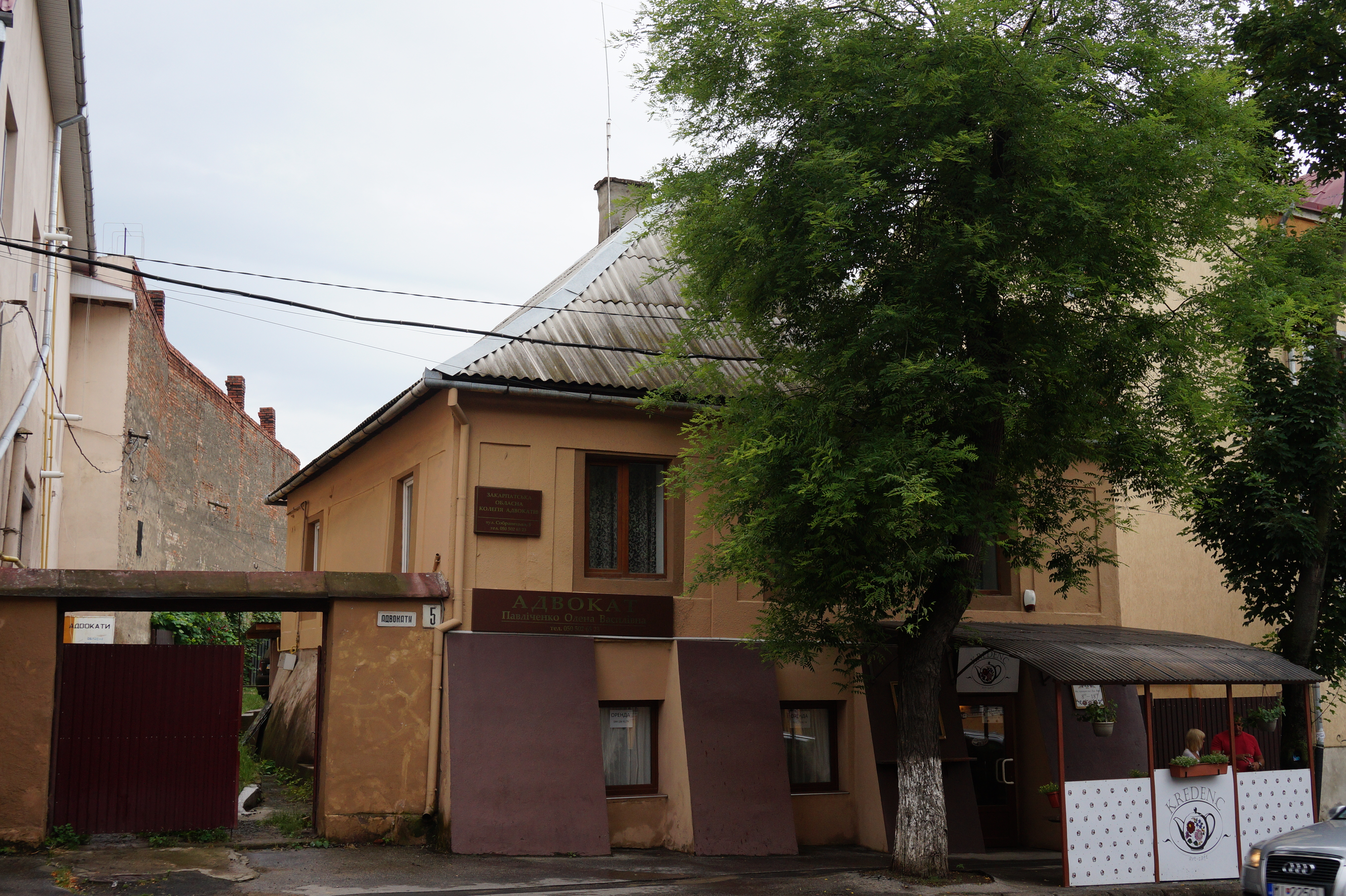
Вул. Собранецька, 5
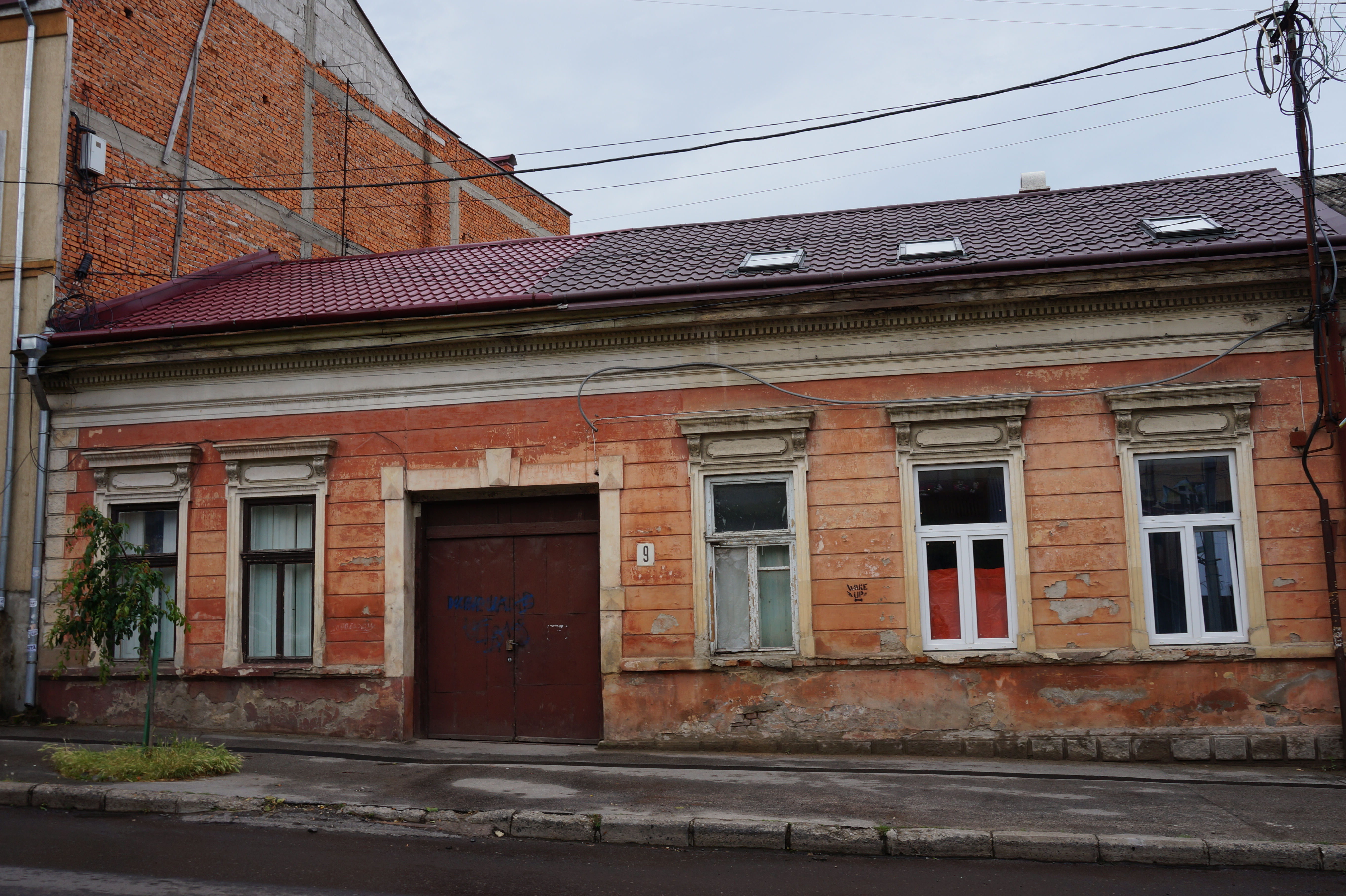
Вул. Собранецька, 9
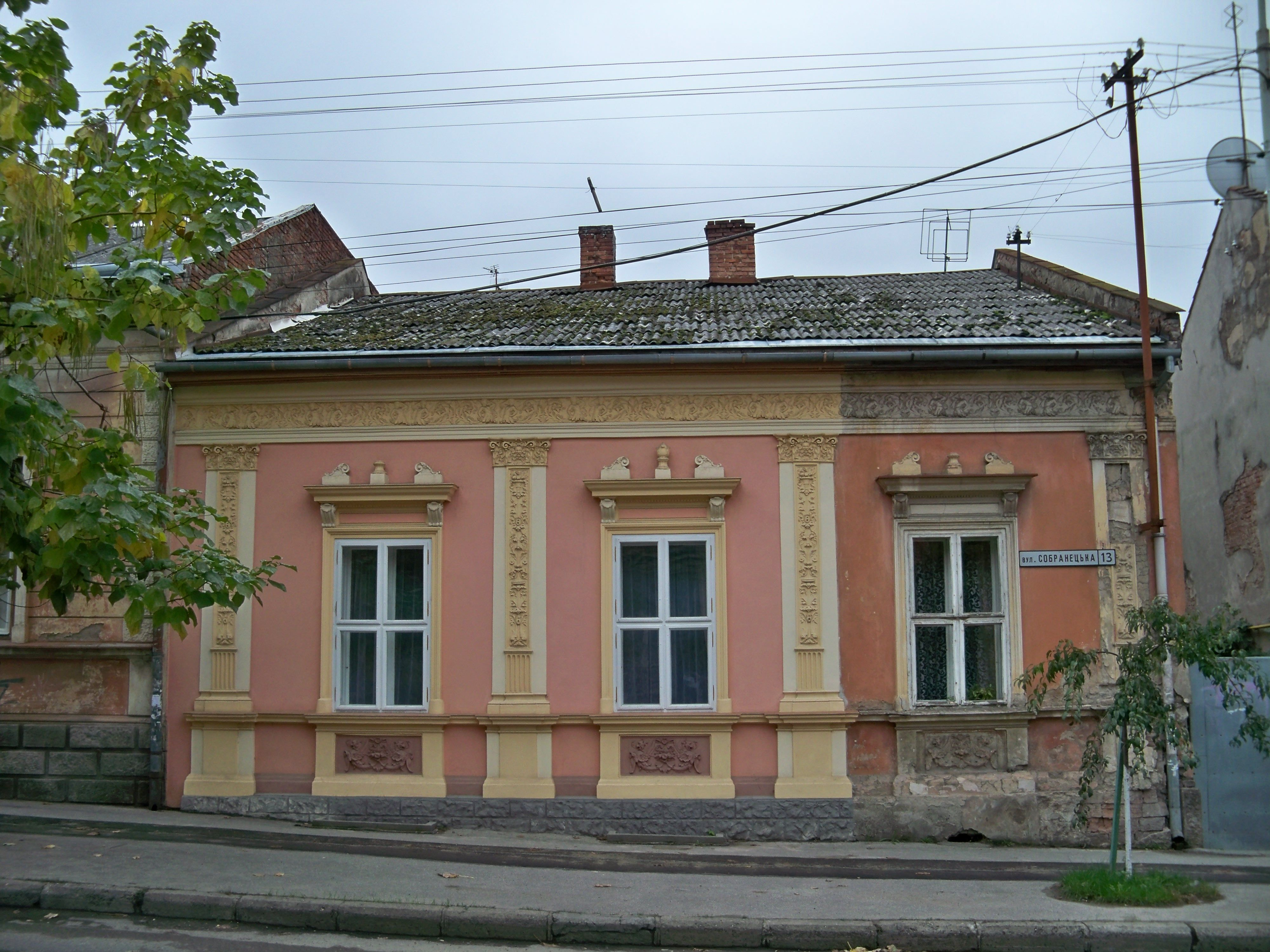
Вул. Собранецька, 13
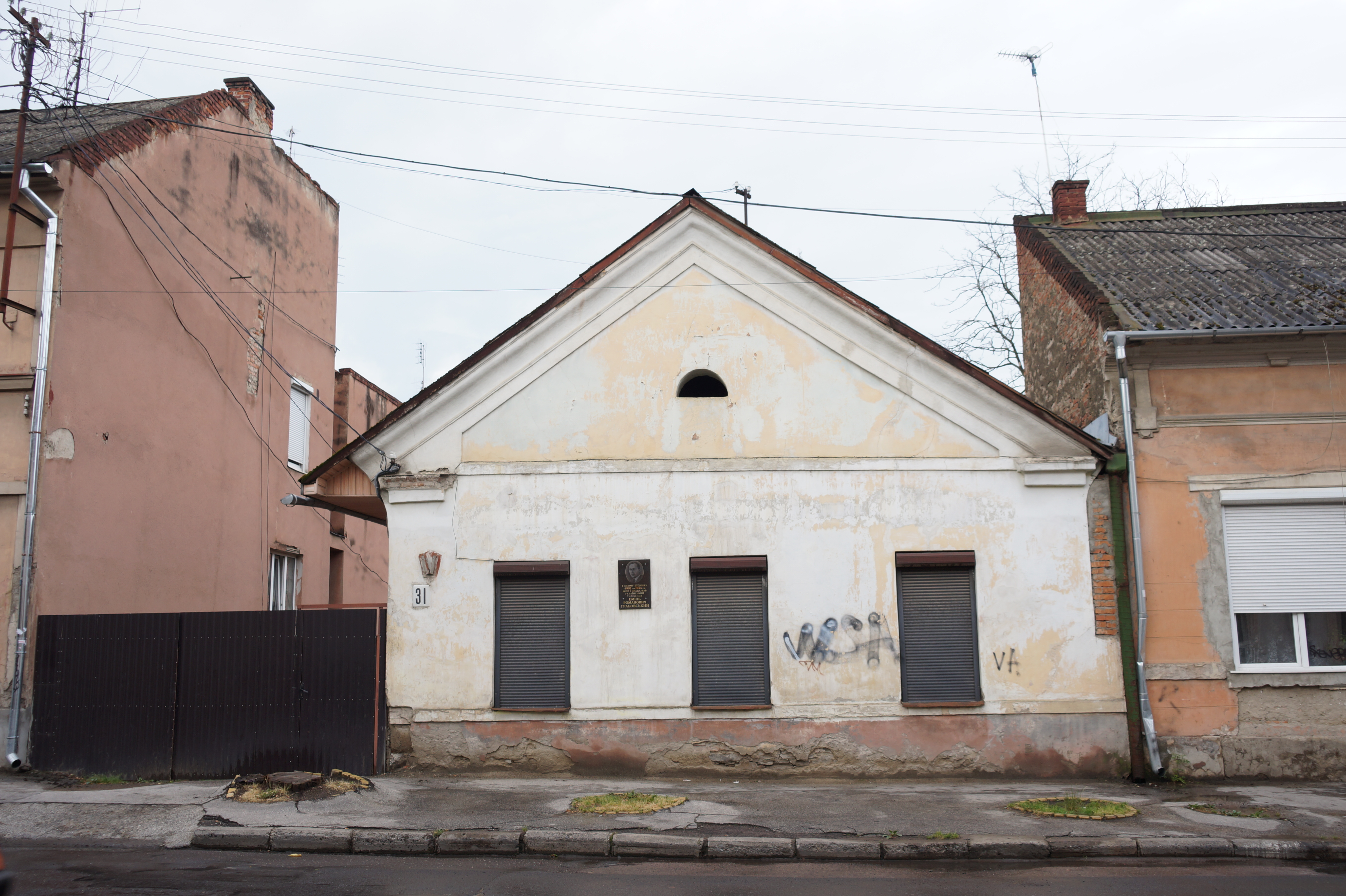
Вул. Собранецька, 31
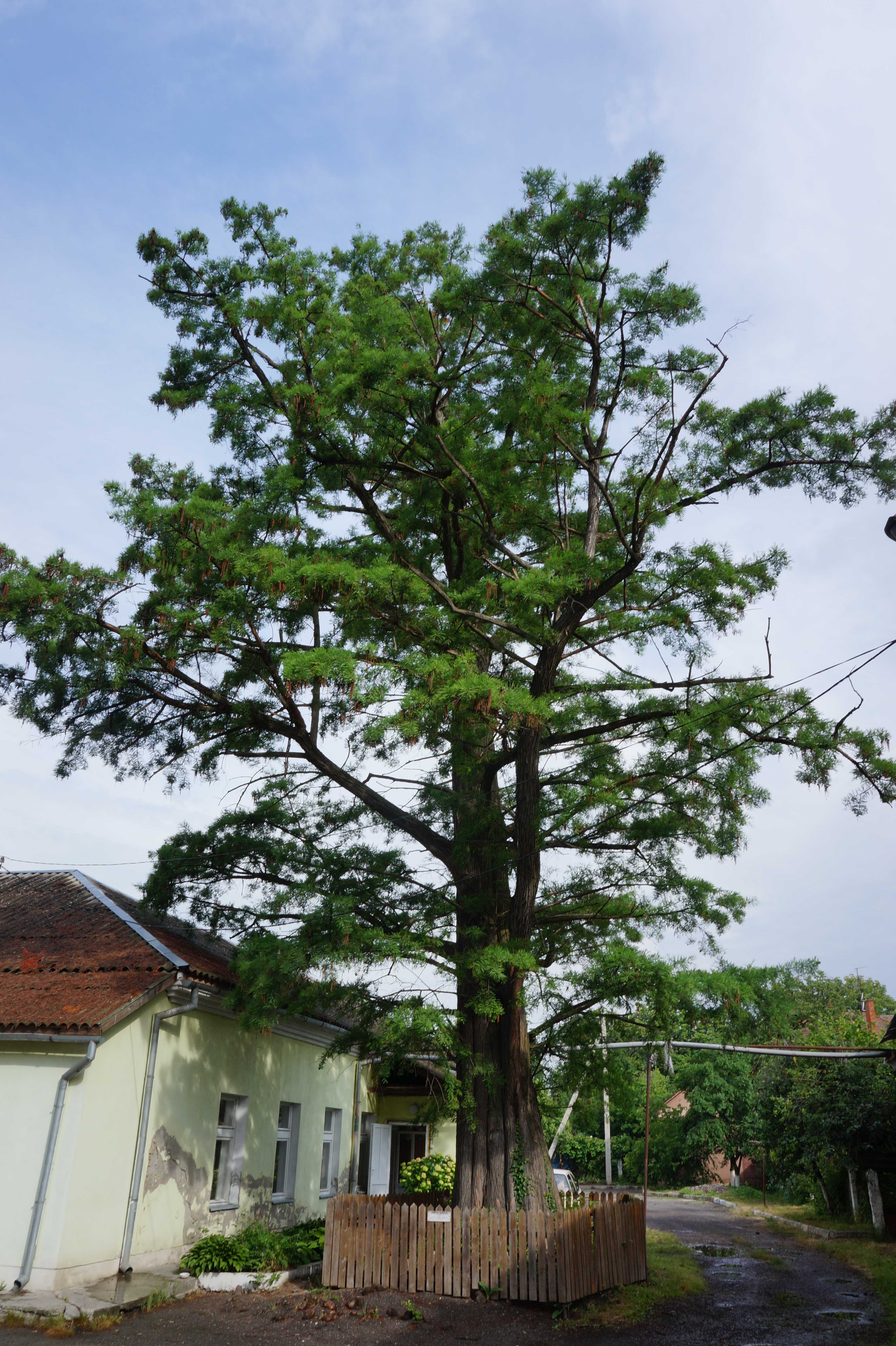
Кипарис болотний, вул. Собранецька, 96
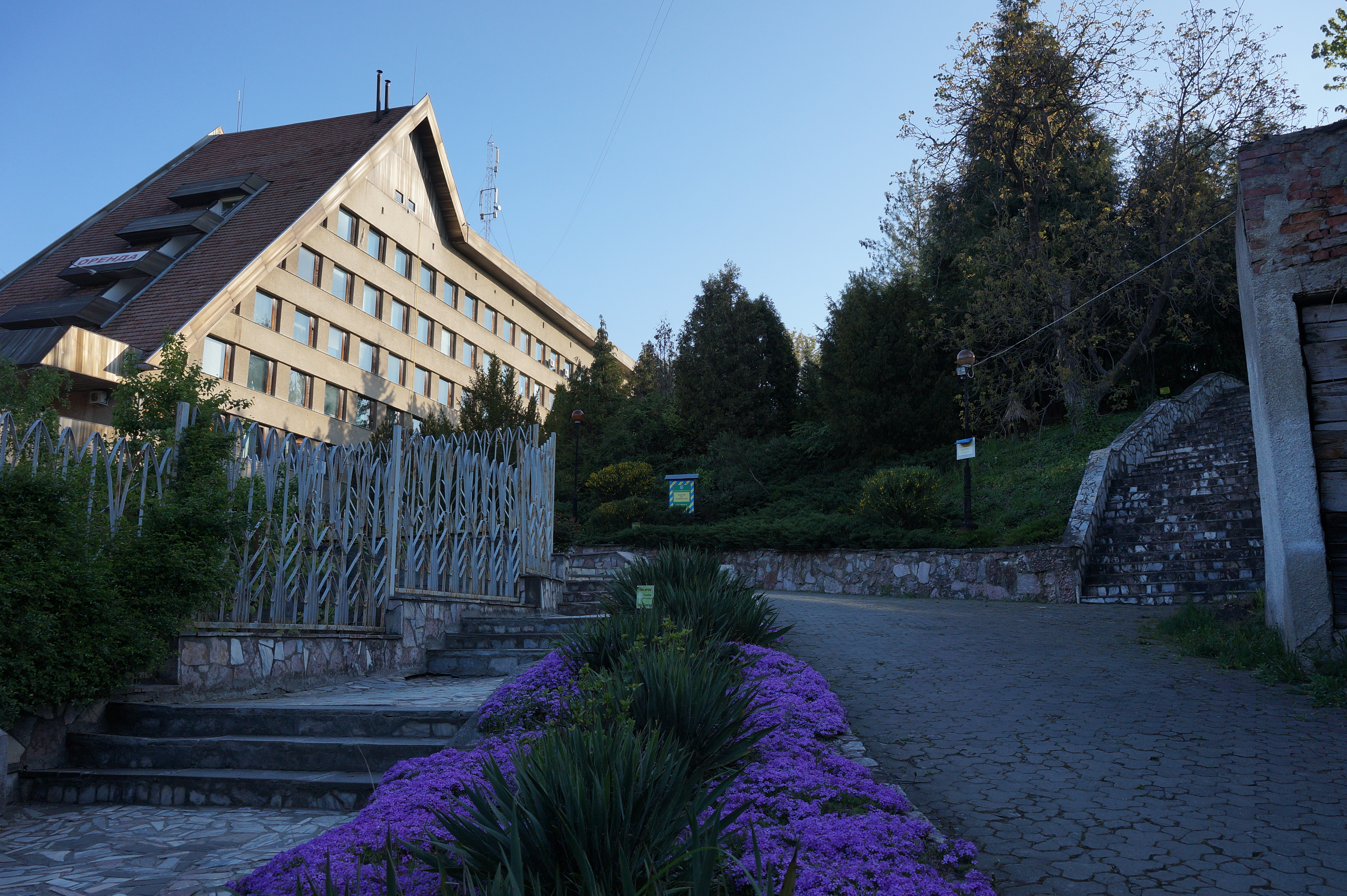
Рокарій ЗАТ «Закарпатліс», вул. Собранецька, 60
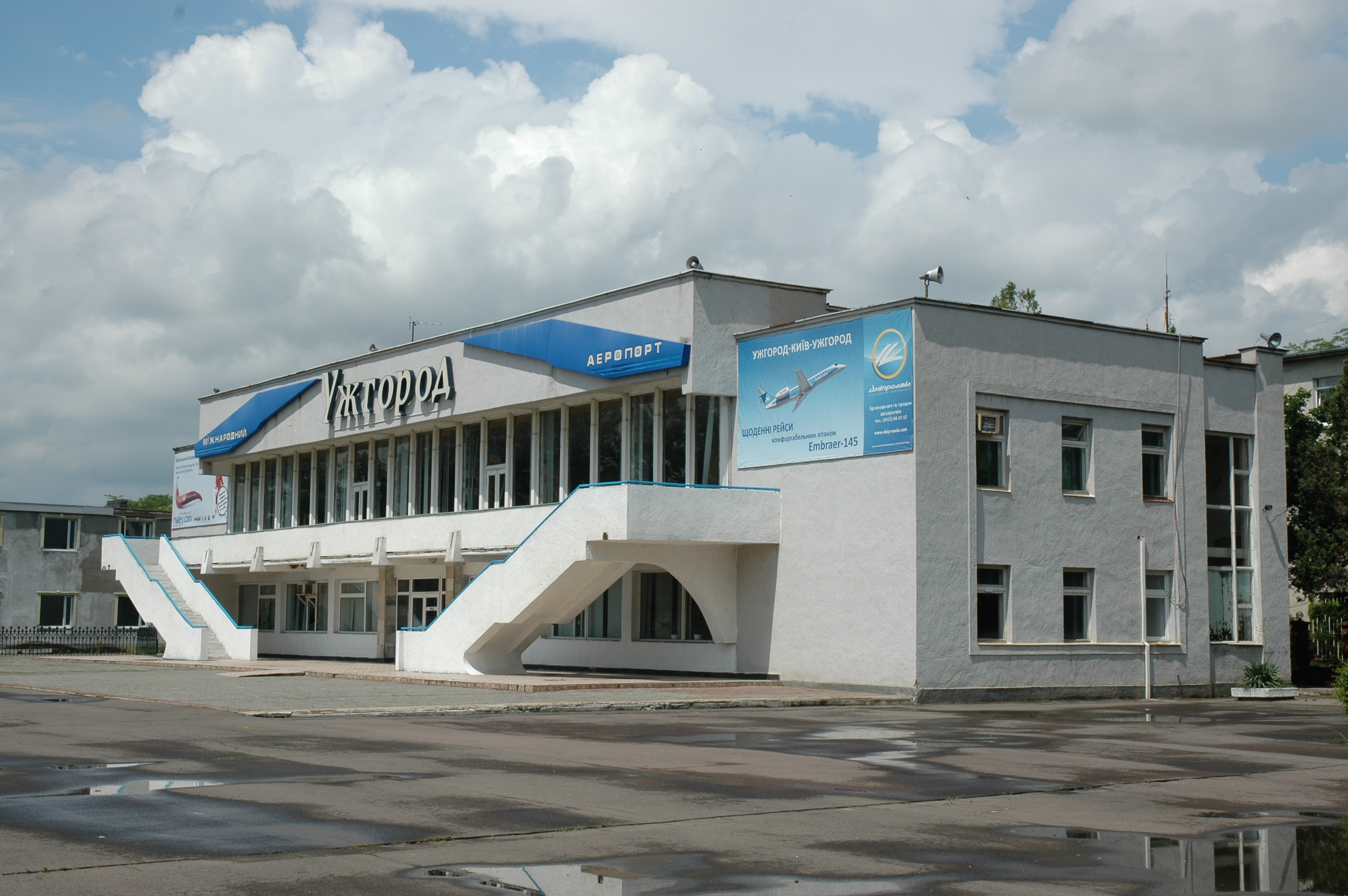
Ужгородський аеропорт, вул. Собранецька, 145